# (17777) Ornicar
(17777) Ornicar (désignation provisoire 1998 FV9 (désignation principale) = 1986 RH9 = 1999 JX57) est un astéroïde de la ceinture principale découvert le 24 mars 1998 par le OCA-DLR Asteroid Survey à Caussols.

## Nom
L'astronome français Alain Maury a baptisé cet astéroïde « Ornicar », d’après la célèbre formule mnémotechnique « Mais où est donc Ornicar ? », utilisée pour mémoriser la liste des conjonctions de coordination en français,.
Ce nom est officialisé le 27 avril 2002 dans la MPC 45340 ; la citation de nommage, indique :
« In elementary school French children often learn the sequence « mais ou et donc or ni car », which are the conjunctions that link phrases. The sequence could be interpreted as « but where could Ornicar be? » The naming of this minor planet, honoring French teachers around the world, provides one answer to that question. »
C'est-à-dire, en français :

« À l'école élémentaire, les enfants français apprennent souvent la liste des conjonctions de coordination utilisées pour relier des syntagmes : « mais ou et donc or ni car ». Cette liste peut s’interpréter comme « Mais où est donc Ornicar ? » Le nom de cette planète mineure, qui rend hommage aux professeurs de français à travers le monde, apporte une réponse à cette question. »